# Maliarpha
Maliarpha is een geslacht van vlinders uit de familie van de snuitmotten (Pyralidae). De wetenschappelijke naam is voor het eerst geldig gepubliceerd in 1888 door Émile-Louis Ragonot.
Ragonot beschreef ook de eerste soort, Maliarpha separatella, afkomstig uit "Cameroons". 

## Soorten
- Maliarpha brunnella  Cook, 1997
- Maliarpha concinnella  (Ragonot, 1888)
- Maliarpha fuscicostella  Cook, 1997
- Maliarpha longisignumella  Cook, 1997
- Maliarpha rosella  Hampson, 1896
- Maliarpha separatella  Ragonot, 1888
- Maliarpha validella  Zerny in Rebel & Zerny, 1917